# Varnița, Anenii Noi
Varnița este un sat din raionul Anenii Noi, Republica Moldova. A fost atestat documentar pentru prima oară în 1560.
Aflându-se în zona de conflict cu autoproclamata RMN, în localitate sunt dislocați peste 100 de polițiști.

## Etimologie
Varnița este un cuvânt provenit din limba bulgară варница (varnica), având sensul de „cuptor pentru var”.

## Istoric

### Perioada românească
Anuarul Eparhiei Chișinăului și Hotinului din 1922 înregistrează în satul Varnița Biserica Acoperământul Maicii Domnului, zidită din piatră în anul 1913, fiind numărate 330 de curți de români și ruși. În anul 1922, serviciul de paroh protoiereu a fost îndeplinit de Iona Elașcu (18 ani, absolvent al seminarului teologic; în serviciu sfânt din 1903; în biserica din satul Varnița din 1909). În același an, Mihei Curcă este menționat în funcția de cântăreț al bisericii, fiind absolvent al școlii de cântăreți bisericești (servind în Scumpia din 1911)
Conform Dicționarului statistic al Basarabiei, publicat în 1923, în satul Varnița erau 420 de gospodării, inclusiv 1315 bărbați și 1456 femei. În domeniul economic activau o tovărășie țărănească și o carieră de piatră. Educarea copiilor era asigurată d o școală mixtă (băieți+fete), grădiniță de copii. Printre funcțiile administrative, în Varința, funcționa primăria, un post de jandarmi, poștă rurală.
În perioada interbelică satul Varnița fost centru de comună cu aceeași denumire, care a inclus și satul Calfa.
La recensământul general al populației din 1930 în satul Varnița s-ai notat 1896 locuitori, inclusiv: 1796 români, 3 ungri, 71 ruși,  2 bulgari, 22 evrei, 1 grec și 1 turc. Din punct de vedere lingvistic, limba română în calitate de limbă maternă au indicat 1799 persoane, 3 persoane - limba maghiară, 68 persoane - limba rusă, 2 persoane - limba bulgară,  22 persoane - limba idiș, 1 persoane - limba greacă și 1 persoană limba armeană. 

## Populația
Structură etnică
     moldoveni (80,26%)
     ucraineni (5,42%)
     ruși (10,78%)
     găgăuzi (0,36%)
     bulgari (0,83%)
     români (0,26%)
     evrei (0,02%)
     polonezi (0,02%)
     țigani (1,19%)
     alte etnii / nedeclarată (0,86%)
Conform datelor recensământului din 2004, populația satului este de 4.210 locuitori, dintre care 2.081 (49,43%) bărbați și 2.129 (50,57%) femei. Structura etnică a populației în cadrul satului arată astfel:
- moldoveni — 3.379;
- ucraineni — 228;
- ruși — 454;
- găgăuzi — 15;
- bulgari — 35;
- români — 11;
- evrei — 1;
- polonezi — 1;
- țigani — 50;
- altele / nedeclarată — 36.

## Administrație și politică
Componența Consiliului local Varnița (13 consilieri), ales la 5 noiembrie 2023, este următoarea:
|  | Partid                                       | Consilieri | Componență | Componență | Componență | Componență | Componență |
|  | -------------------------------------------- | ---------- | ---------- | ---------- | ---------- | ---------- | ---------- |
|  | Partidul Social Democrat European            | 5          |            |            |            |            |            |
|  | Platforma Demnitate și Adevăr                | 3          |            |            |            |            |            |
|  | Partidul Acțiune și Solidaritate             | 2          |            |            |            |            |            |
|  | Partidul Socialiștilor din Republica Moldova | 2          |            |            |            |            |            |
|  | Candidat independent VLADIMIR CARA           | 1          |            |            |            |            |            |

## Economia
Din punct de vedere economic Varnița se bazează pe agricultură, ca și toate comunele Moldovei. Sunt prezente și un număr de fabrici alimentare și de prelucrare a materialelor. Principalele drumuri sunt betonate, dar cea mai mare parte din drumuri încă nu sunt modernizate.

## Utilități
Varnița se află în afara zonei de recepție a televiziunii moldovenești și toate gospodăriile sunt conectate la televiziunea transnistriană. Internetul este accesibil prin două rețele: transnistrian(IDC) și moldovenesc (Moldtelecom). Gazul, apa și energia electrică sunt obținute din Transnistria, la un cost mai mic decât în Moldova.

## Transportul public
Varnița este situată între orașul Bender și cartierul Nordic, legătura cu orașul se face prin intermediul autobuzelor Nr. 7 care circula la un  interval de 15 minute, Nr. 24 și Nr. 25 care circulă cu interval mai mare.

## Natura locului

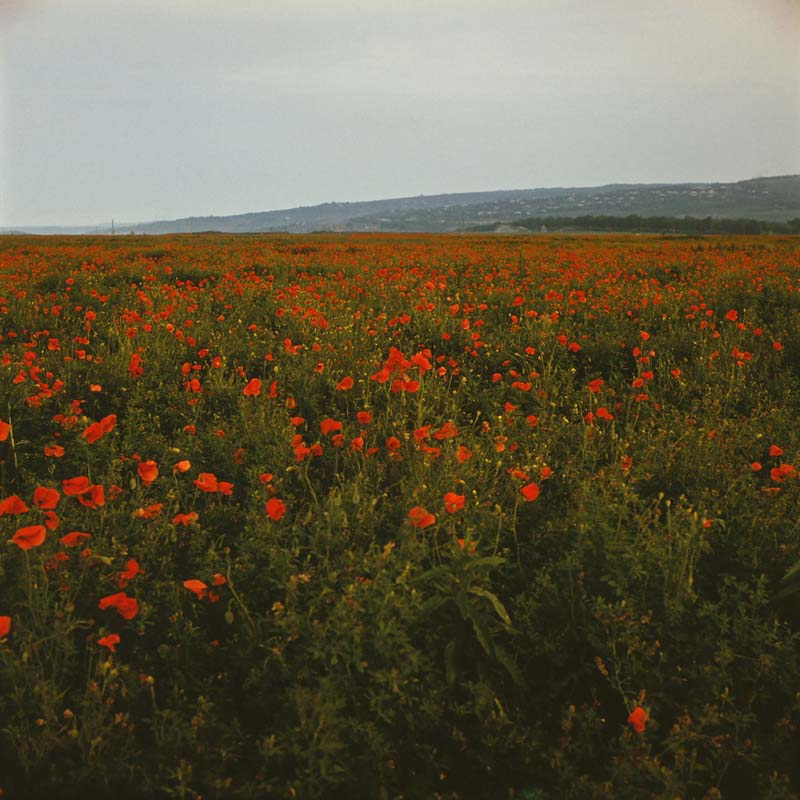
Lan de mac în împrejurimi (1980)
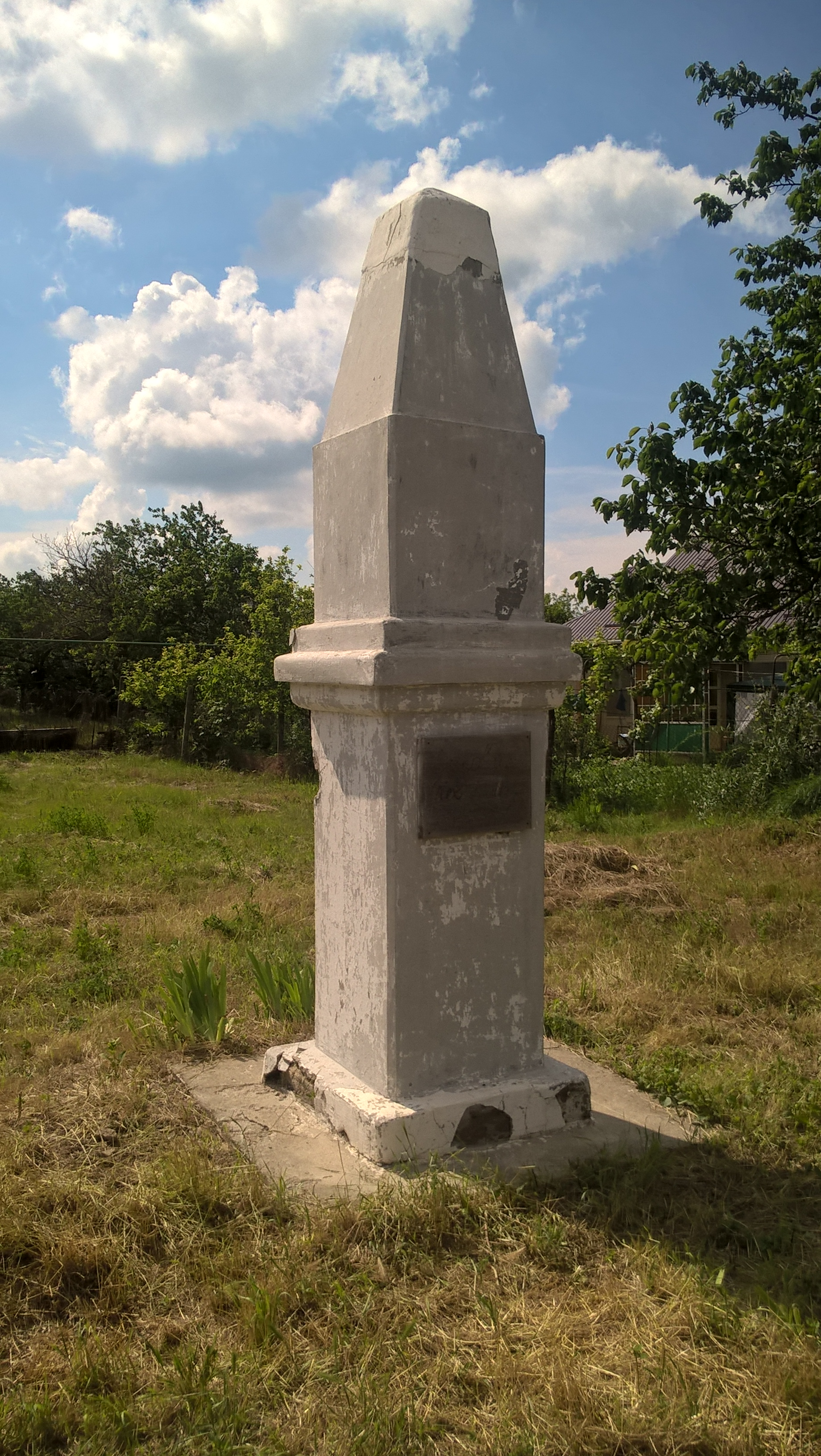
Monument pe locul taberei regelui Carol al XII-lea al Suediei
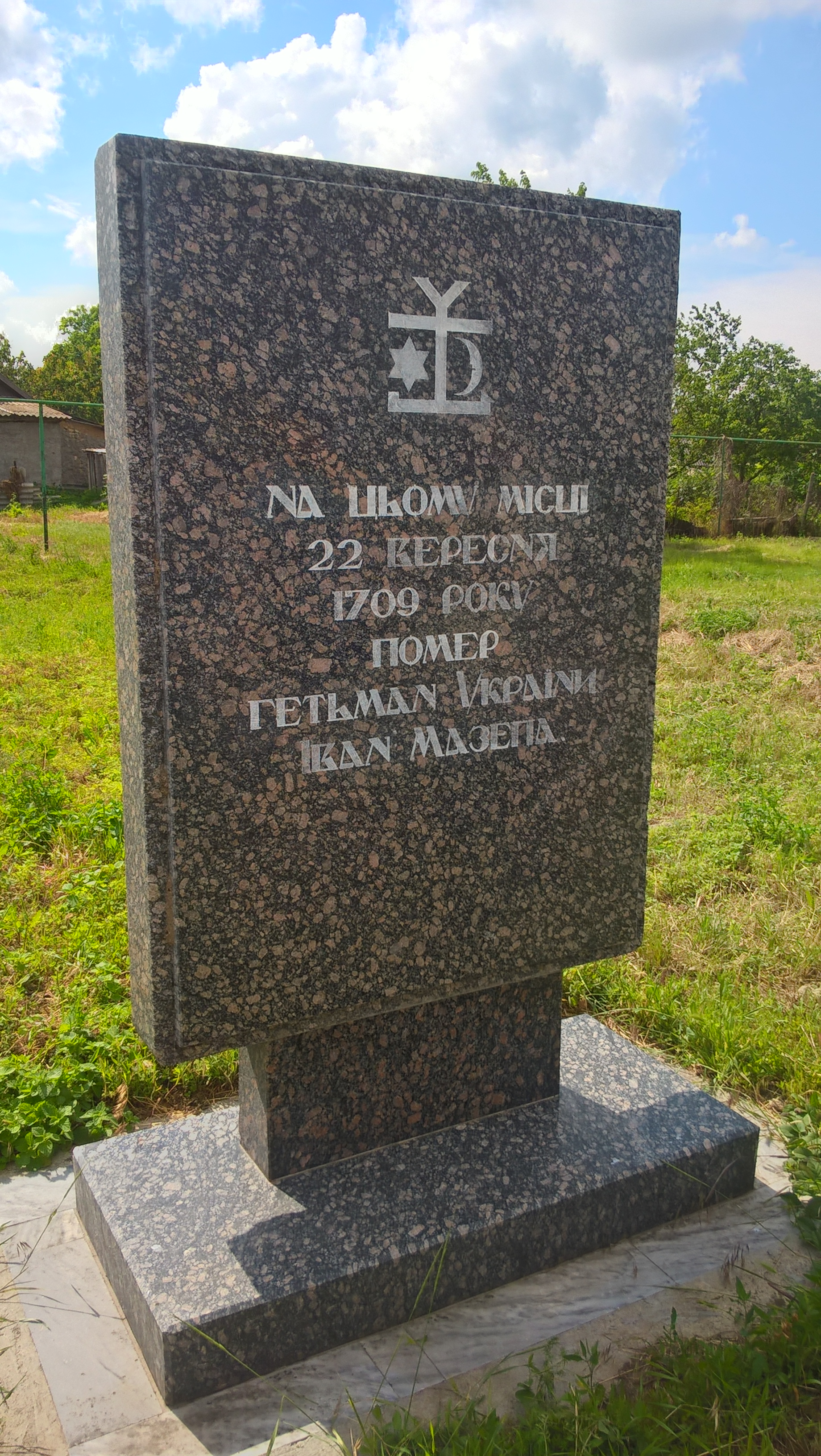
Monument pe locul morții lui Ioan Mazepa
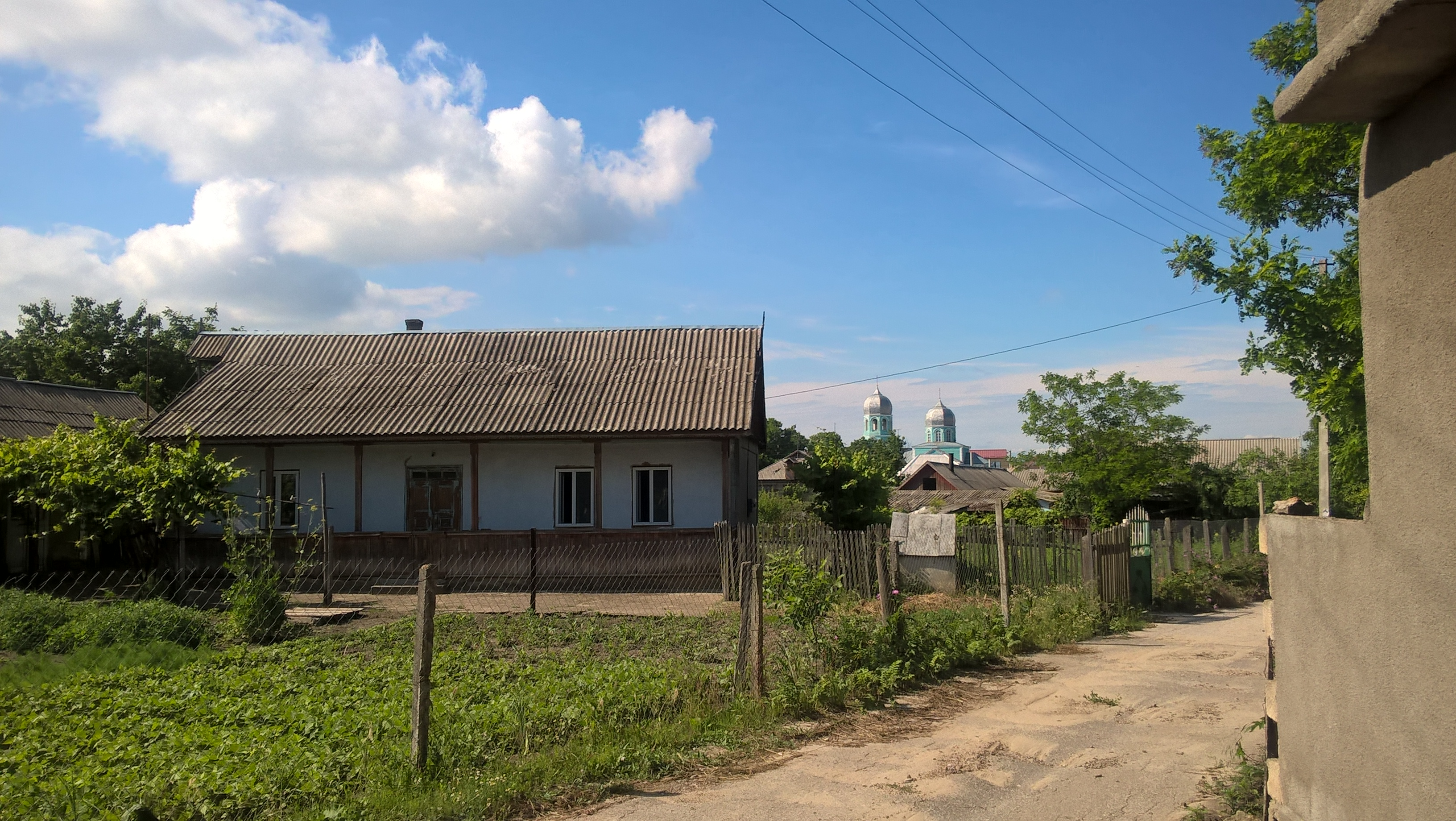
Vedere spre biserică
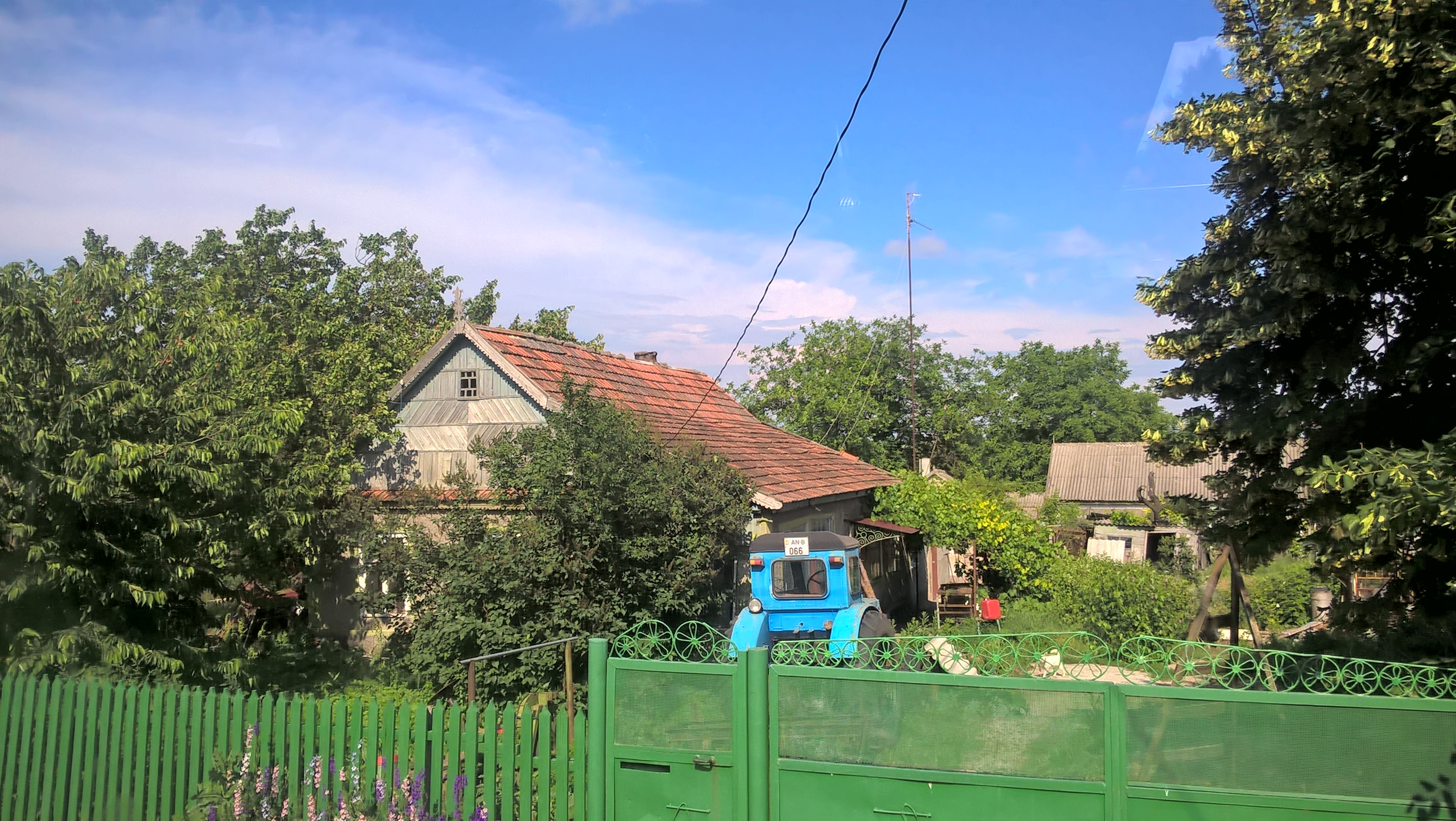
O casă
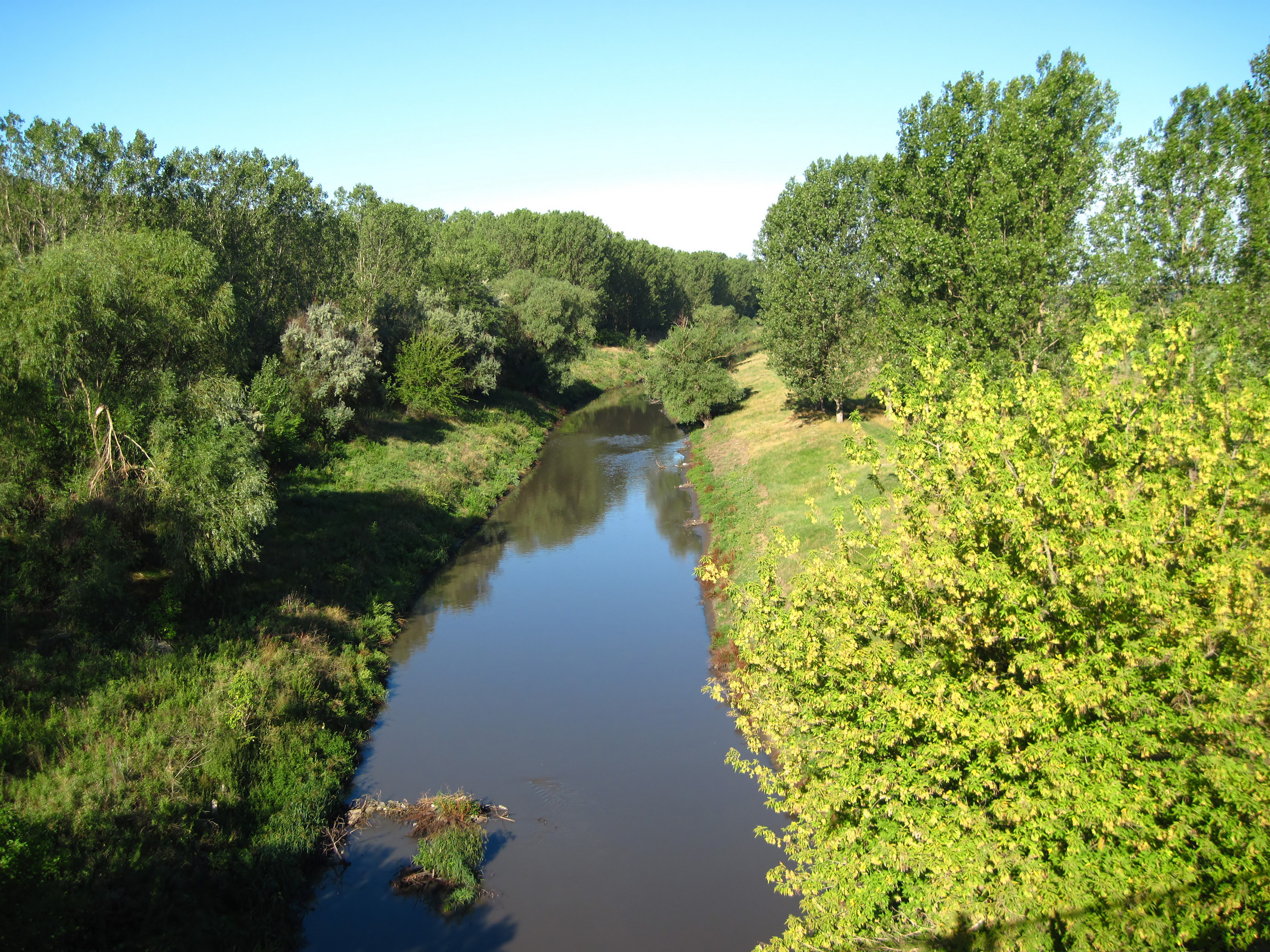
Râul Bâc între Varnița și Gura Bîcului
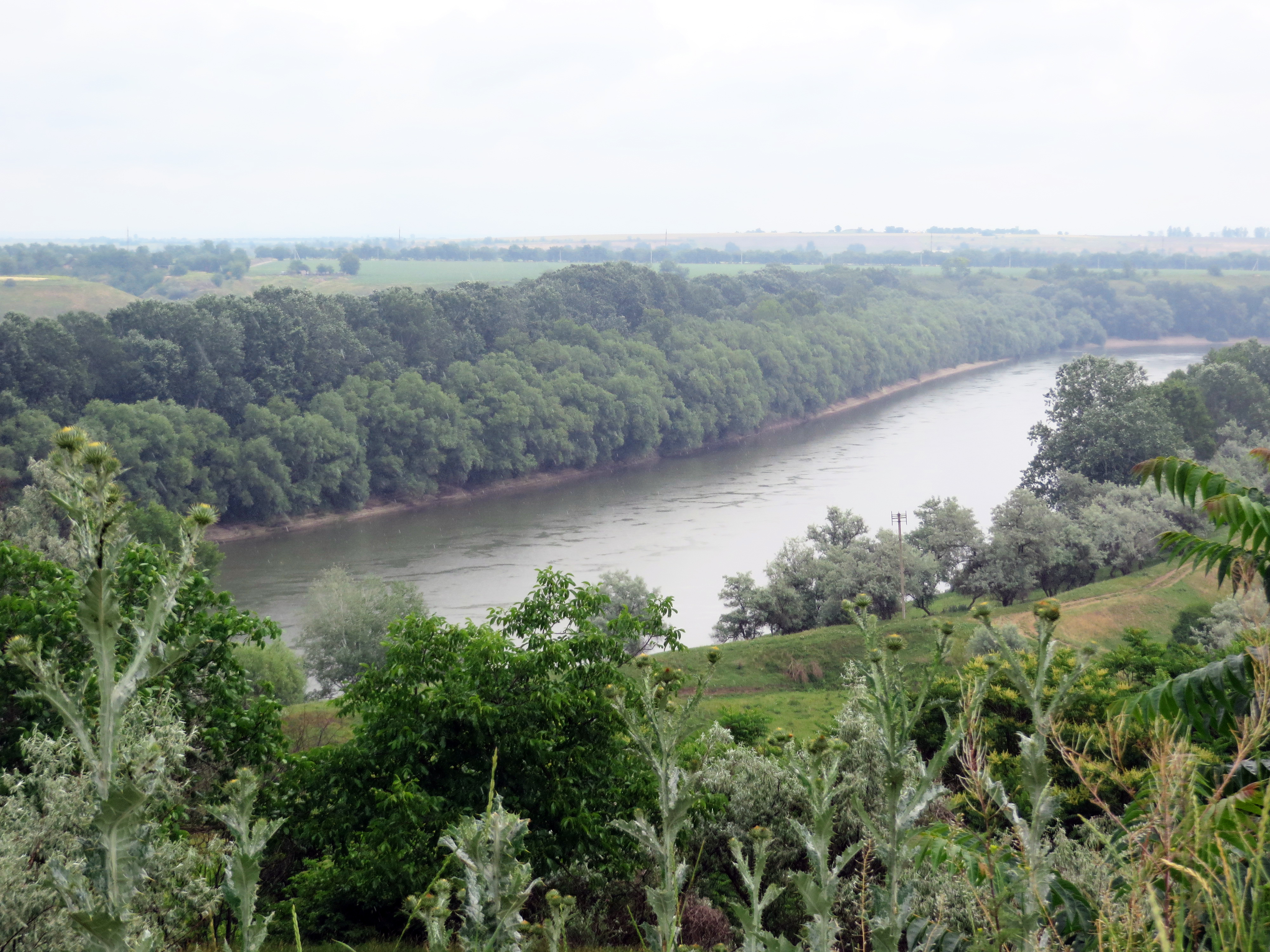
Nistru

## Personalități

### Născuți în Varnița
- Teodosie Chirică (1866–1937), episcop al Bisericii Ortodoxe Ruse, Episcop de Nikolaev, ulterior, de Kursk și Kostroma.

### Au locuit în Varnița
- Carol al XII-lea al Suediei (1682–1718) rege al Suediei, a locuit la Varnița în perioada 1711–1713 (vezi Încăierarea de la Bender).

## Bibliografia
- Poștarencu D. Istoria satului Varnița. Chișinău: Universitas, 1992. ISBN 5-362-00919-2

## Legături externe
- Materiale media legate de Varnița la Wikimedia Commons